# 哈蒙縣 (奧克拉荷馬州)
哈蒙縣（英語：Harmon County）是美国奧克拉荷馬州西南角的一個縣，西、南鄰德克萨斯州，面積1,395平方公里。根据2020年美國人口普查，共有人口2,488人。縣治霍利斯（Hollis）。該縣成立於1909年6月2日，縣名紀念歷任美國司法部長、俄亥俄州州長的賈德森·哈蒙（Judson Harmon）。